# Belékombou
Belékombou est un village du Cameroun situé dans la région de l'Est et dans le département du Boumba-et-Ngoko. Il fait partie de l'arrondissement (commune) de Gari-Gombo et du village de Yanghère.  
Belékombou se trouve à proximité de la frontière avec la République centrafricaine, sur la route qui relie Yokadouma à Garessingo, Yola et Batouri. 

## Population
En 1964, le village compte 64 habitants. Lors du recensement de 2005, on y dénombre 32 personnes.